# لورا برلين
لورا برلين (بالألمانية: Laura Berlin )‏ (و. 1990  م) هي ممثلة، وعارضة ألمانية، ولدت في برلين.

## وصلات خارجية
- لورا برلين على موقع IMDb (الإنجليزية)
- لورا برلين على موقع روتن توميتوز (الإنجليزية)
- لورا برلين على موقع ألو سيني (الفرنسية)
- لورا برلين على موقع قاعدة بيانات الفيلم (الإنجليزية)
- لورا برلين على موقع كينوبويسك (الروسية)